# آرنولد پرل
آرنولد پرل (انگلیسی: Arnold Perl؛ ۱۴ آوریل ۱۹۱۴ – ۱۱ دسامبر ۱۹۷۱) یک فیلم‌نامه‌نویس، و تهیه‌کننده اهل ایالات متحده آمریکا بود. وی بین سال‌های ۱۹۴۹ تا ۱۹۷۱ میلادی فعالیت می‌کرد.